# Новая Тюрлема
Но́вая Тюрлема́ (чув. Ҫӗнӗ Тӗрлемес) — деревня в Козловском районе Чувашской Республики России. Входит в состав Тюрлеминского сельского поселения.

## География
Находится в северной части Чувашии на расстоянии приблизительно 5 км на юг-юго-запад от районного центра города Козловка.

## История
Известна с 1795 года как выселок села Воскресенское или Анчиково (ныне Старая Тюрлема) с 28 дворами. В 1897 году учтено 419 жителей, в 1926—108 дворов, 566 жителей, в 1939—551, в 1979—510. В 2002 году было 150 дворов, в 2010—102 домохозяйства. В период коллективизации был образован колхоз «Коммунар», в 2010 году действовало ООО «Агрохранение».

## Население
Постоянное население составляло 346 человек (чуваши 97 %) в 2002 году, 251 в 2010.